# ヤリツァ・アベル
ヤリツァ・アベル・ロハス（Yaritza Abel Rojas 1983年8月26日- ）はキューバのサンティアーゴ・デ・クーバ出身の柔道選手。階級は63kg級。身長176cm。

## 人物
2006年のパンナム選手権で優勝を飾るなどするが、国内のこの階級には世界チャンピオンのドリュリス・ゴンサレスがいたために2008年の北京オリンピックには出場できなかった。2009年の世界選手権では初戦で敗れた。2010年の世界選手権では準決勝で田中美衣に横四方固で敗れるものの3位となった。2011年の世界選手権には出場しなかった。2012年7月のロンドンオリンピックでは初戦で敗れた。

## 主な戦績
- 2006年 - パンナム選手権　優勝
- 2007年 - ベルギー国際　3位
- 2007年 - フランス国際　3位
- 2007年 - オーストリア国際　優勝
- 2009年 - ベルギー国際　3位
- 2009年 - ドイツ国際　3位
- 2010年 - パンナム選手権　優勝
- 2010年 - グランドスラム・リオデジャネイロ　5位
- 2010年 - ワールドカップ・サンパウロ　3位
- 2010年 - ワールドカップ・マルガリータ島　優勝
- 2010年 - 世界選手権　3位
- 2011年 - ベルギー国際　優勝
- 2011年 - パンナム選手権　優勝
- 2011年 - パンアメリカン競技大会　優勝
- 2012年 - ワールドカップ・ワルシャワ　2位
- 2012年 - パンナム選手権　優勝
- 2012年 - ワールドカップ・マイアミ　優勝